# Spencer Thomas (atleta)
Spencer Thomas (26 de agosto de 1997) es un deportista de Reino Unido que compite en atletismo. Ganó una medalla de plata en el Campeonato Europeo de Atletismo Sub-23 de 2019, en la prueba de 800 m.